# 2505-ös mellékút (Magyarország)

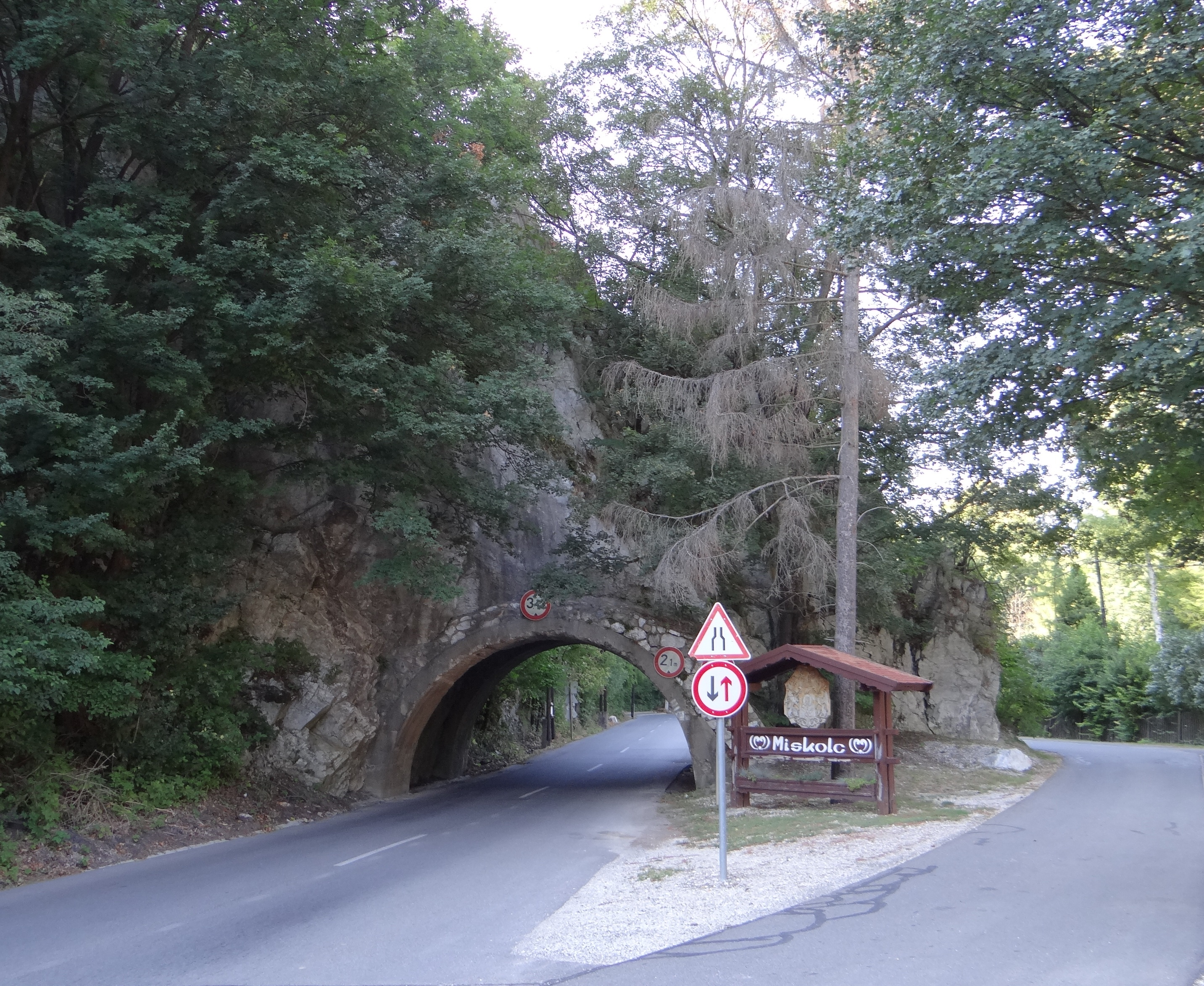
A lillafüredi alagút

A 2505-ös mellékút egy mellékút Heves és Borsod-Abaúj-Zemplén vármegyék határvidékén; Eger és Miskolc térségét, ezen belül Felnémetet és Hejőcsabát köti össze egymással, 49 kilométer hosszban. Korábban jó ideig főúti besorolása volt, jelenleg – bár vármegyeszékhelyeket köt össze – mellékútnak minősül.

## Tulajdonságai
Az utat a 20. században sokan használták, mert ez volt a legoptimálisabb út a végpontjainál fekvő két megyeszékhely között. Itt szállítottak sok nehézipari terméket Miskolcról Egerbe, cserébe az egri bortermelők termékeik egy részét a borsodi vármegyeszékhelyen értékesítették.
Mivel az út a Bükk-hegység hegyei között halad, nagyon kanyargós, szerpentines. Így 2004-ben, amikor az M3-as autópálya megépült Miskolcig, sokan úgy gondolták, hogy a 2505-ös helyett a kicsit hosszabb, de biztonságosabb autópályán közelítik meg a borsodi megyeszékhelyt. Még az egyetlen olyan településen, amit kizárólag ezen az úton lehet megközelíteni, Felsőtárkányon is sokan úgy gondolják, hogy inkább a hosszabb, de sokkal egyenesebb autópályán járnak Miskolcra. Így az út forgalma drasztikusan csökkent, kivéve a Diósgyőr és Lillafüred közti szakaszt, amelynek Lillafüred turisztikai jelentősége miatt mindig jelentős forgalma volt. Emellett Répáshuta csak egy, erről az útról leágazó mellékúton érhető el.
Miskolcon belüli szakaszai: Egri országút – Vadas Jenő út – Hegyalja út – Árpád út – Kiss tábornok út nyugati része a Lorántffy Zsuzsanna utca  kereszteződéséig – Lorántffy Zsuzsanna utca – Muhi utca – Gózon Lajos utca a Batthyány sorig – Batthyány sor – Csermőkei út – Futó utca – Pesti út / 3-as főút. A hejőcsabai cementgyárnál csatlakozik be a 3-as főútba. Az út Lillafüred, Felső- és Alsóhámor, Felsőgyőr, Diósgyőr, Kilián, Kerekdomb, Vargahegy, Egyetemváros, Hejőcsaba városrészeket érinti.

## Története
1934-ben a kereskedelem- és közlekedésügyi miniszter 70 846/1934. számú rendelete a teljes hosszában másodrendű főúttá nyilvánította, a mai 25-ös főút Kerecsend és Felnémet közötti szakaszával együtt, 22-es útszámozással. Ugyanígy tünteti fel egy dátum nélküli, feltehetőleg 1950 körül készült térkép is.
Az út az 1950-es években rövidebb volt, mert akkoriban Miskolcon a Széchenyi utcán haladt. Ma már az Eger felől érkező út Diósgyőrben elkanyarodik és kerülőúton halad tovább a 3-as főút felé.
Az út manapság áthalad a lillafüredi felső alagúton, ami egy természetes barlangból kialakított alagút, a barlang áttörése előtt viszont megkerülte a barlangot rejtő sziklát, ez a kerülő út a 25 611-es út.

## Képgaléria

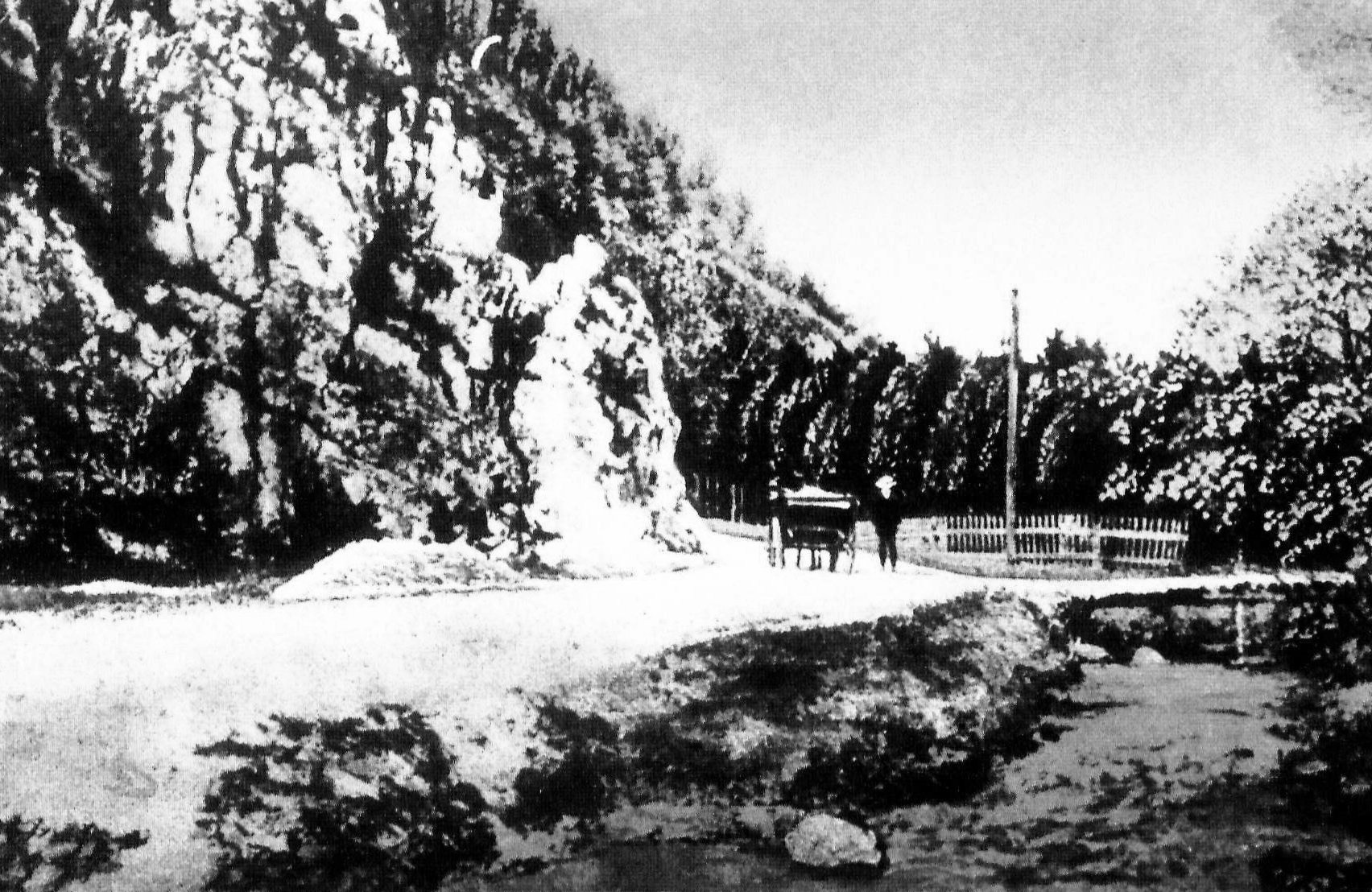
A sziklát kikerülő közút volt az országút eredeti nyomvonala, a barlangon csak később vezették át
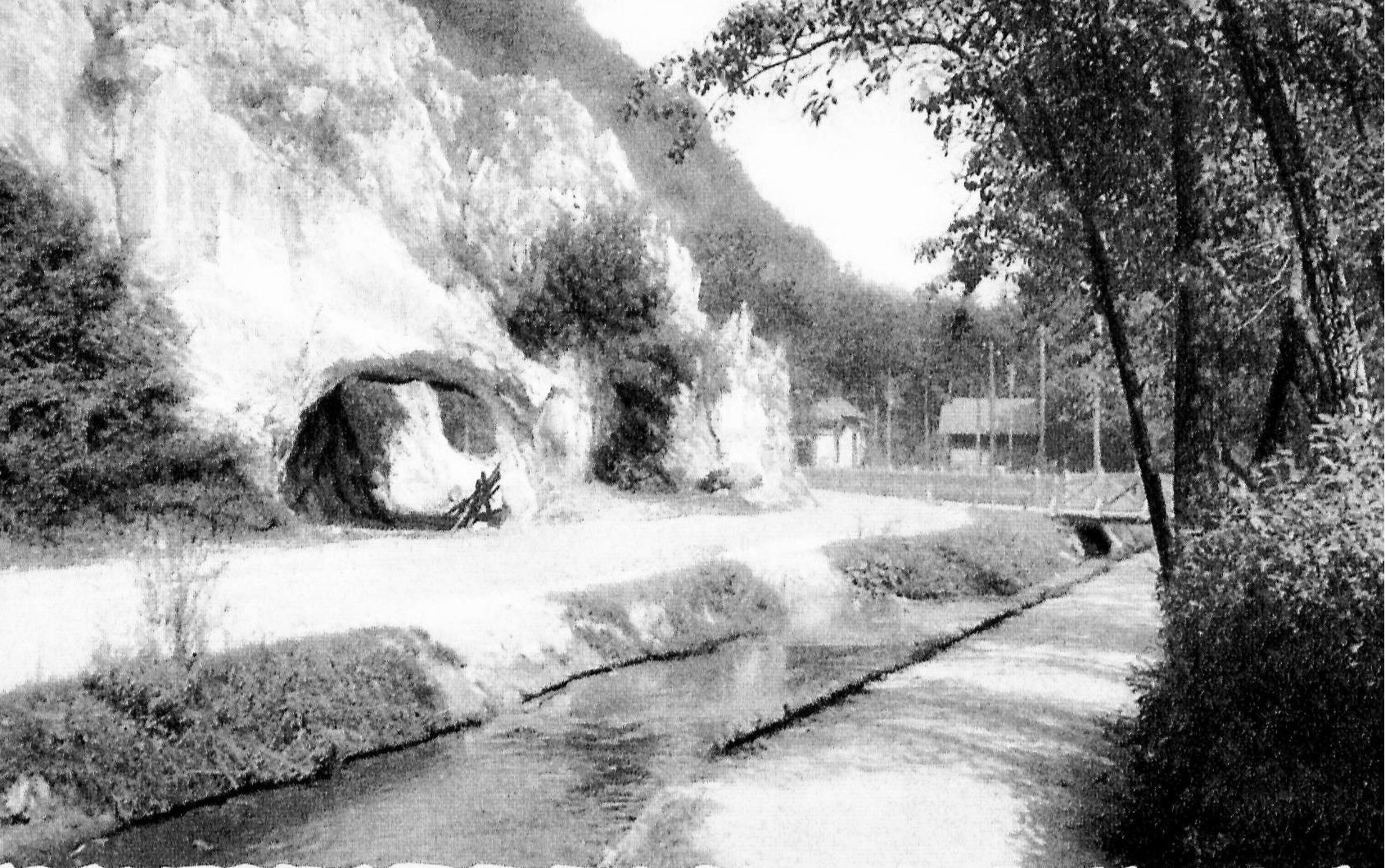
A barlangot már átalakították alagúttá, de az út még megkerüli a sziklát